# Festival de musique de film de Cracovie
Le Festival de musique de film de Cracovie (Festiwal Muzyki Filmowej) a été créé à Cracovie en 2008 à l'initiative du Bureau des festivals de la ville de Cracovie (KBF) et de la station de radio RMF Classic.
L'objectif de ce festival est de permettre aux milieux professionnels concernés (compositeurs, musiciens, réalisateurs, producteurs) de construire ensemble à Cracovie des projets associant musique vivante et cinéma.
Il coopère avec le Festival Internacional de Música de Cine de Tenerife (Fimucité).
La première édition avait pour invité d'honneur Éric Serra. Au cours des années suivantes, le festival a pu accueillir Tan Dun, Reinhold Heil, Tom Tykwer, Johnny Klimek, Jan A.P. Kaczmarek, Diego Navarro, Joe Hisaishi, etc.
Depuis 2010, le festival est installé dans les grandes halles de chaînes d'étamage des aciéries de Nowa Huta.
En 2012, les célébrations du 80e anniversaire de Wojciech Kilar ont été inaugurées dans le cadre du festival.